# アンヌ・テレーズ・ド・サヴォワ＝カリニャン
アンヌ・テレーズ・ド・サヴォワ＝カリニャン（Anne-Thérèse de Savoie-Carignan, 1717年11月1日 - 1745年4月5日）は、フランス王国陸軍元帥スービーズ公シャルル・ド・ロアンの2人目の妻。

## 生涯
サヴォイア家傍系のカリニャーノ公ヴィットーリオ・アメデーオと、本家のサルデーニャ王ヴィットーリオ・アメデーオ2世の庶出の娘ヴィットーリアの間の長女。両親は多額の借財のためにトリノ宮廷を追われてパリに移住していたため、アンヌ・テレーズもパリで育った。
1741年11月6日、サヴェルヌのシャトー・デ・ロアンでスービーズ公と結婚。婚姻の司式は新郎の弟のストラスブール司教アルマン＝ガストン＝マクシミリアン・ド・ロアン枢機卿が務めた。1745年、自邸オテル・ド・スービーズで死産した際に亡くなった。27歳だった。

## 子女
- ヴィクトワール（1743年 - 1807年） - 1761年ゲメネ公アンリ＝ルイ＝マリー・ド・ロアンと結婚

## 引用・脚注
1. ↑  "Genealogie Savoyen". 2019年10月11日閲覧。
2. ↑  "Genealogie ascendante jusqu'au quatrieme degre inclusivement de tous les Rois et Princes de maisons souveraines de l'Europe actuellement vivans". Google Books. 2019年10月11日閲覧。